# François de Farcy
François de Farcy, né au XVIIe siècle, juge civil et maire de Laval de 1672 à 1683, seigneur de la Daguerie, membre de la famille de Farcy, seigneur de Pontfarcy, Montavalon (Arquenay), Lahart (Cossé-en-Champagne),  conseiller du Roi.

## Biographie

### Origine
Il est le fils de René de Farcy écuyer, seigneur de la Daguerie et de Marie de Gennes. Il épouse le 24 janvier 1673  Marie du Breil. Il est le cousin de Jean-Baptiste de Gennes, comte d'Oyac, seigneur de Bourg-Chevreuil, officier de marine et administrateur colonial, gouverneur de Saint-Christophe (Antilles) (1656-1705).

### Gouverneur
Il est reçu en l'office de juge ordinaire civil et criminel, sénéchal ordinaire, premier maître auditeur en la chambre des comptes du Comté de Laval à la place de son oncle Gilles de Farcy qui se démit de ces charges en sa faveur le 15 octobre 1671. 
En 1672, le juge et le procureur des exempts le firent assigner devant la Cour pour lui interdire de prendre la qualité de juge; mais un arrêt du parlement lui donna gain de cause.
Mr François Farcy de la Daguerie, juge ordinaire général civil et criminel du comté-pairie de Laval fit le 16 novembre 1675 le Règlement des droits et salaires des ser« gents du Comté Pairie et les charges auxquelles ils sont tenus dans leurs fonctions avec le catalogue de leurs noms et résidences. Un autre règlement du 8 novembre 1674 imprimé à Laval chez Ambroise, est intitulé Règlement des droits, vacations et salaires du greffier du siège ordinaire du Comté-Pairie de Laval.
Du 17 août 1675. Sur la requête des avocats du siège ordinaire, Mr de Farcy de la Daguerie, juge, donne un tableau qui règle conformément à l'ordonnance de 1667 la« taxe des depends et règle les droits des avocats et leurs honoraires, non compris les droits du greffe et salaire des huissiers.
Dans une lettre d'un habitant de Laval datée du mois de juin 1682 adressée à Monseigneur Le Pelletier, intendant, rue de la Perle, à Paris, on peut le passage suivant Au reste les murailles et les fossés de Laval sont affera més à des particuliers assez cher pour subvenir aux pensions, que le roy pourroit donner à un gouverneur outre qu'un particulier nommé Farcy ci.devant juge et maire de Laval a rompu les murailles d'un boulevard et y a bâti pour 30,000 liv. de bâtiments, appuyé de M. l'intendant qui est son protecteur.
Il fut président au siège royal, 1688, subdélégué de l'Intendant, 1700. Il est maire perpétuel de la dite ville de Laval, président au Grenier à sel, maître des eaux et forêts du Comté de Laval, en 1689, capitaine des chasses, inspecteur des fermes du Roi, subdélégué en titre de l'intendance. Il fit enregistrer ses armoiries dans l'Armorial général en 1696.

## Famille
Il épousa en janvier 1673, en l'église de Brion, près Beaufort, Marie du Breil, fille unique de Jean du Breil, écuyer, seigneur de la Brunetière, Lahart, la Cordellière, et d'Anne Guillot de Tessé. Il mourut catholique et fut inhumé à l'église des Cordeliers de Laval le 23 février 1710, laissant six enfants : 1° François, 2° Marie, 3° Françoise, 4° René, 5° Anne et 6° N.
Ses armoiries sont d'azur à l'épervier d'or, becqué, grilleté d'argent acc. en chef de 2 merlettes affrontés d'argent et en pointe d'un grélier d'argent, lié, virole d'or

## Source
- « François de Farcy », dans Alphonse-Victor Angot et Ferdinand Gaugain, Dictionnaire historique, topographique et biographique de la Mayenne, Laval, A. Goupil, 1900-1910 [détail des éditions] (BNF 34106789, présentation en ligne)
- Paul de Farcy, Généalogie de la famille de Farcy, Laval, Imprimerie de L. Moreau, 1891